# Albrecht zu Castell-Castell

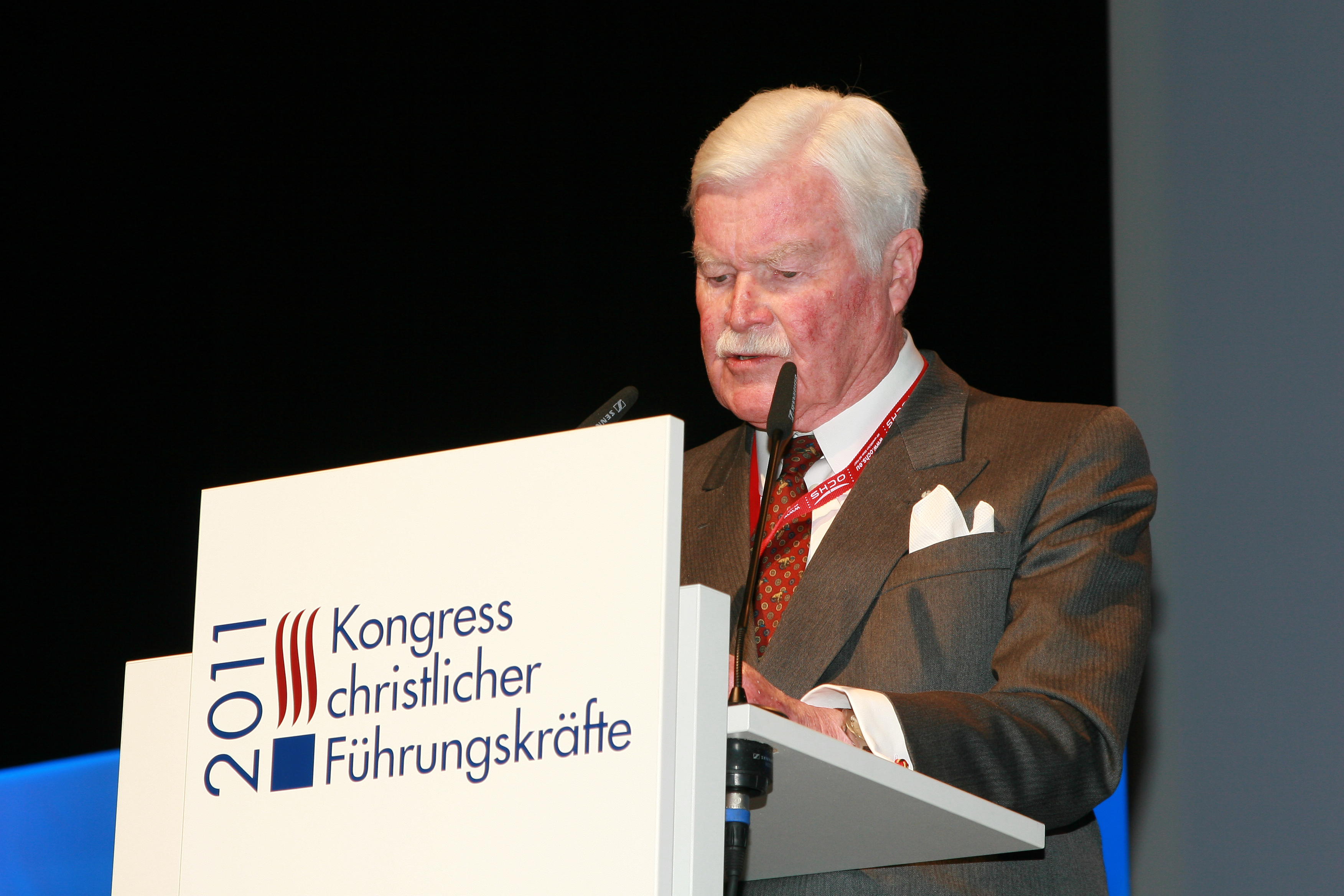
Albrecht zu Castell-Castell, 2011

Albrecht Fürst zu Castell-Castell (* 13. August 1925 in Castell als Albrecht Graf zu Castell-Castell; † 9. Mai 2016 in Kitzingen) war ein deutscher Unternehmer und Privatbankier.

## Leben
Albrecht zu Castell-Castell war ein Mitglied der Linie Castell-Castell (protestantische Linie) des fränkischen Adelsgeschlechtes Castell. Er war ein Enkel von Friedrich Carl zu Castell-Castell (1864–1923) und zweites von sechs Kindern des Carl zu Castell-Castell (1897–1945) und seiner Frau Anna-Agnes geb. Prinzessin zu Solms-Hohensolms-Lich (1899–1987).
Nach dem Tod seines älteren Bruders Philipp (1924–1944) und seines Vaters im Zweiten Weltkrieg wurde er Chef des Hauses Castell-Castell und übernahm die Leitung der Familienbetriebe, das größte private Weingut in Franken mit Land- und Forstbetrieb (Fürstlich Castell’sches Domänenamt) sowie die Fürstlich Castell’sche Bank, die älteste Privatbank Bayerns. Er war Mitinhaber der Bank und zuletzt deren Ehrenvorsitzender. 1996 zog er sich aus dem Geschäftsleben zurück und übergab die Geschäfte an seinen Sohn Ferdinand.
Von 1966 bis 1990 gehörte er für die CSU dem Kreistag des Landkreises Kitzingen an. Er engagierte sich ehrenamtlich in der Evangelisch-Lutherischen Kirche in Bayern und war Mitglied von deren Landessynode, er leitete als Lektor und Prädikant zahlreiche Gottesdienste. Von 1960 bis 1987 war er Vorsitzender des Universitätsbundes Würzburg.
Er war Mitbegründer der 1994 ins Leben gerufenen überkonfessionellen Aktion „Versöhnungswege“, deren Anliegen es war, im 50. Jahr nach dem Ende des Zweiten Weltkrieges jene Orte aufzusuchen, an denen Deutsche Gräueltaten verübt haben, und dort stellvertretend um Vergebung zu bitten. Im Jahr 2015 gehörte er zu den Verantwortlichen für die Initiative Marsch des Lebens. Er setzte sich zudem für ein zweites Apostelkonzil ein, das die Einheit von Christen mit und ohne jüdische Wurzeln fördern soll.
Im Mai 1951 heiratete er Marie-Louise Prinzessin zu Waldeck und Pyrmont (1930–2024), älteste Tochter des Max Prinz zu Waldeck und Pyrmont (1898–1981) und seiner Gattin Gustava geb. Gräfin von Platen-Hallermund (1899–1986); aus der Ehe gingen acht Kinder hervor, von denen zwei vor ihm (1964 und 1974) in jungen Jahren starben. Sein Nachfolger in Castell und als Hauschef wurde sein jüngster Sohn Ferdinand (* 1965), da zwei ältere Söhne bürgerliche Ehen eingegangen waren. Als Alterssitz wählte Albrecht zu Castell-Castell das sogenannte Schlösschen in der Bergstraße 3 oberhalb des Dorfes Castell.
Albrecht zu Castell-Castell verstarb am 9. Mai 2016 im Alter von 90 Jahren nach kurzer schwerer Krankheit in Kitzingen und wurde am 13. Mai auf dem Familienfriedhof in Castell beigesetzt.

## Auszeichnungen (Auswahl)
- 1984 Ehrensenator der Universität Würzburg[3]
- 1991 Bundesverdienstkreuz am Bande
- Bayerischer Verdienstorden

## Veröffentlichungen
- mit Oliver Kohler: Fragmente der Hoffnung: Bilder einer Reise (Illustration: Andreas Felger). Präsenz-Verlag, Hünfelden-Gnadenthal 1993, ISBN 978-3-87630-466-3.
- Standpunkte: Gedanken – Reden – Beiträge (Zum 70. Geburtstag; zusammengestellt von Hans Seidel). Degener & Co., Neustadt a.d. Aisch 1995, ISBN 978-3-7686-5104-2.
- Meine Welt der Zahl: 225 Jahre Castell-Bank. Degener & Co., Neustadt a.d. Aisch 2000, ISBN 978-3-7686-9268-7.